# Antonio Inoki
Muhammad Hussain Inoki (nacido Kanji Inoki; 20 de febrero de 1943-1 de octubre de 2022) fue un luchador y promotor de lucha libre profesional japonés, más conocido bajo su nombre artístico de Antonio Inoki. Conocido por su carrera activa en la empresa fundada por él, New Japan Pro-Wrestling, y por sus numerosas actividades después de su retiro, Inoki es considerado el mayor icono de la lucha libre profesional japonesa.
Junto a su participación en la lucha libre, Inoki fue un pionero de las artes marciales mixtas (MMA), habiendo participado en combates reales contra luchadores de varias artes marciales de a lo largo del globo, y fue uno de los fundadores del Kansuiryu Karate. Entre sus aprendices se encuentran los máximos impulsores de las MMA en Japón, entre ellos Satoru Sayama, Akira Maeda y Nobuhiko Takada, y además de ellos, Inoki entrenó a competidores como Lyoto Machida y Kazuyuki Fujita.
Inoki dirigió la empresa Inoki Genome Federation desde su fundación en 2007 hasta su cierre en 2019.

## Biografía
Kanji Inoki nació en una familia acomodada en Yokohama, en 1943. Fue el sexto hijo varón y el segundo más joven de un total de siete hermanos y cuatro hermanas. Su padre, Sajiro Inoki, un hombre de negocios y político, murió cuando Kanji sólo tenía cinco años. Kanji era bajo cuando entró en la escuela de Higashidai, pero creció rápidamente y se unió al equipo de baloncesto, así como más tarde al de atletismo en la disciplina de lanzamiento de peso; llegó a ganar el campeonato en la competición de atletismo de la Yokohama Junior High School. A la vez que todo ello, Inoki aprendió karate en sexto curso con uno de sus hermanos, que lo practicaba, y en la escuela superior fue promovido a una carrera como sumotori.
La familia de Inoki pasaba por momentos difíciles en la posguerra y, en 1957, Inoki, junto con su abuelo, madre y tres de sus hermanos emigraron con destino a Brasil, muriendo su abuelo durante el viaje. Inoki ganó campeonatos regionales en Brasil en lanzamiento de peso, disco y jabalina, ganando posteriormente el All Brazilian Championships en lanzamiento de peso y de disco.
Inoki estuvo casado con la actriz Mitsuko Baishō de 1971 a 1987. La hija de ambos, Hiroko, está casada con el estadounidense Simon Kelly, quien adoptó el apellido de su suegro y ahora es parte de la junta directiva de New Japan Pro-Wrestling.

## Carrera en la lucha libre profesional

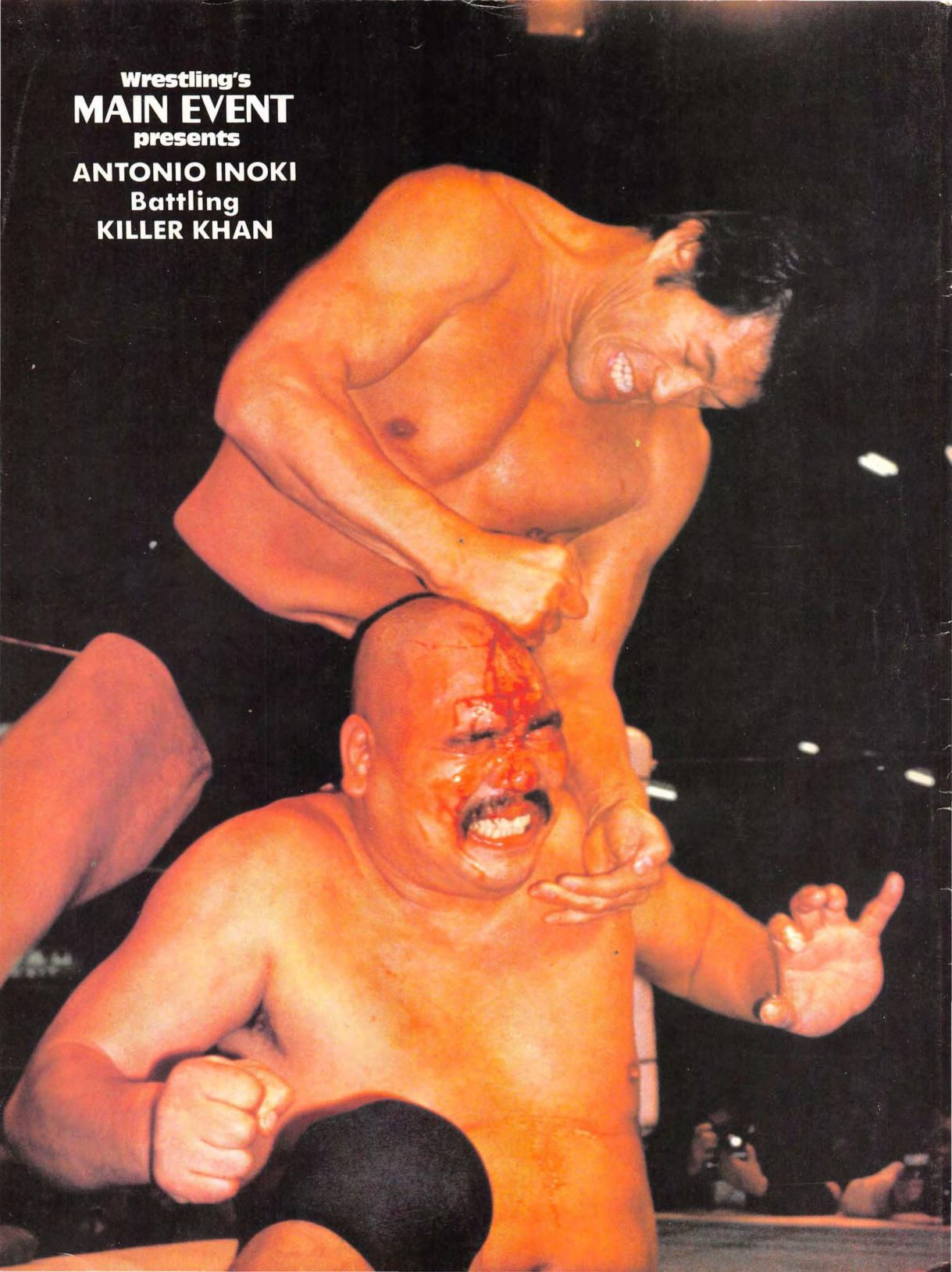
1982 Eventos en Japón, 1982 en Tokio, 1982 en la lucha libre profesional, Antonio Inoki, luchadores profesionales sangrantes, diciembre de 1982 fotografías de Japón, Killer Khan, Kuramae Kokugikan, revista Wrestling's Main Event, abril de 1983

Inoki conoció al famoso luchador coreano-japonés Rikidōzan a los 17 años, y volvió a Japón con él para unirse a la Japanese Wrestling Association como su discípulo. Allí, Kanji adoptó el nombre de Antonio Inoki, basado en Antonino Rocca. Uno de sus compañeros de dojo fue Giant Baba. Después de la muerte de Rikidozan, Inoki quedó bajo la sombra de Baba hasta que se unió a la Tokyo Pro Wrestling original en 1966. Volvió a la JWA a finales de 1967, donde dominó en la competición de equipos junto con su compañero Baba, consiguiendo ganar el cinturón de la NWA International por equipos en cuatro ocasiones.
Despedido de la JWA en 1971 por intentar adquirirla, Inoki fundó New Japan Pro-Wrestling en 1972. Su primer combate como un luchador de esta nueva organización fue contra el legendario Karl Gotch.
Inoki fue un pionero de las artes marciales mixtas, enfrentándose a oponentes de varias disciplinas de combate en muchas partes del mundo, tales como Akram Pahalwan en Pakistán. El década de los 70 luchó contra Willie Williams, campeón mundial de Karate Kyokushin, el medallista olímpico de judo Willem Ruska y al campeón de los pesos pesados de la WBA Muhammad Ali.
El combate contra Ali en 1976 estaba pensado originalmente como un combate de lucha libre profesional de resultado predeterminado. Sin embargo, el grupo de Ali temió que Inoki lo convirtiese en un combate real, por lo que forzaron un cambio de reglas hacia un combate en el que se permitían sólo golpes, sin suplex ni lanzamientos contra la lona. Alí logró golpear a Inoki un total de 6 veces en todo el combate, mientras que Inoki permaneció en una posición defensiva casi todo el tiempo, golpeando a Ali con patadas bajas repetidamente. El combate finalizó con un empate a 3.
En 1995 Inoki se enfrentó a Ric Flair en el evento Kollision in Korea, en Pionyang, Corea del Norte. Tras 15 minutos Antonio Inoki se llevó la victoria después de aplicarle un enzuigiri.
Se sabe que Inoki preparó combates de artes marciales durante la serie "Cuenta atrás" (que le preparó para su retirada de la lucha libre profesional en 1998). Además de estos, la mayoría de los combates de Inoki en las artes marciales son considerado reales y legítimos.
Uno de los pocos luchadores cuya carrera duró más de 35 años, Inoki estableció el "strong-style", usando golpes más fuertes y maniobras realistas para hacer parecer a la lucha libre profesional más real. El estilo Shoot de lucha libre nació a partir del "strong-style" de Inoki.
Muchos de los discípulos originales de Inoki, entre ellos Satoru Sayama, Masakatsu Funaki, Nobuhiko Takada, Minoru Suzuki, Akira Maeda, Shinsuke Nakamura y Kazuyuki Fujita, han tenido éxito en una carrera de combates reales de artes marciales mixtas, y NJPW ha tenido en sus listas a pioneros de federaciones de artes marciales mixtas como Fighting Network RINGS, Shooto, PRIDE Fighting Championships y Pancrase.   
Fue gracias a Antonio Inoki que luchadores como Naoya Ogawa, Josh Barnett, Walid Ismail, y Ryoto Machida hayan activamente representado a NJPW en artes marciales mixtas, dando notoriedad a la lucha libre profesional. Además, Inoki siguió llevando luchadores como Mark Coleman, Quinton Jackson y Dan Bobbish a los cuadriláteros de lucha libre profesional.
Inoki también organizaba eventos de artes marciales mixtas como "NJPW Ultimate Crush" y "Jungle Fight", mostrando en la misma cartelera combates de lucha libre profesional y combates reales de artes marciales. La mayoría de los espectáculos de Inoki se encontraban co-patrocinados por organizaciones de AMM como K-1, cuyo más notable evento es Inoki-Bom-Ba-Ye ("Bom-Ba-Ye", en congoleño significa "¡Mátalo!").
Los dojos de Antonio Inoki son también conocidos por tener luchadores multidisciplinares como Ken Shamrock, Kazushi Sakuraba, Chris Benoit y Samoa Joe.
En 2010, fue anunciado por Vince McMahon que Inoki entraría en el WWE Hall Of Fame en la clase 2010. El 30 de noviembre de 2012, Inoki se convirtió al Islam y cambió su nombre al de Muhammad Hussain, manteniendo Inoki como apellido.

## Carrera política
En 1989 Inoki fundó el Partido de la Paz de los Deportes (スポーツ平和党). Fue elegido para la Dieta de Japón. Inoki fue el primer luchador de lucha libre profesional en ser elegido como legislador de un país. Siguió luchando mientras ejercía el cargo.
Inoki tuvo reuniones con Fidel Castro y Sadam Huseín para la liberación de presos en Irak antes de la guerra del Golfo. Como era costumbre, Sadam regaló a Inoki un par de espadas doradas.
Inoki permaneció en el Kokkai hasta 1995, cuando perdió la reelección.
También visitó Corea del Norte en varias oportunidades, manteniendo buenas relaciones con los políticos norcoreanos a pesar de la negativa del gobierno japonés a dichas relaciones.

## Fallecimiento
Falleció el 1 de octubre de 2022, después de haber luchado contra múltiples problemas de salud, derivados de la amiloidosis sistémica senil, que estaba padeciendo.

## Campeonatos y logros
- Japan Wrestling Association
  - NWA International Tag Team Championship (4 veces) - con Shohei Baba
  - JWA All Asia Tag Team Championship (3 veces) - con Michiaki Yoshimura (2) y Kintaro Ohki (1)
  - JWA 11th Annual League
- National Wrestling Federation
  - NWF Heavyweight Championship (4 veces)

- New Japan Pro-Wrestling
  - IWGP Heavyweight Championship (1 vez, inaugural)
  - NWA North American Tag Team Championship (Los Angeles/Japan version) (1 vez) - con Seiji Sakaguchi
  - WWF World Martial Arts Heavyweight Championship (2 vez)
  - NJPW IWGP League (1984)
  - NJPW IWGP League (1986)
  - NJPW MSG League (1978)
  - NJPW MSG League (1979)
  - NJPW MSG League (1980)
  - NJPW MSG League (1981)
  - NJPW World League (1974)
  - NJPW World League (1975)
  - BVD Martial Arts Tournament (1995)
  - Japan Cup Tag Team League (1986) - con Yoshiaki Fujiwara
  - NJPW MSG Tag League (1980) - con Bob Backlund
  - NJPW MSG Tag League (1983) - con Hulk Hogan
  - NJPW MSG Tag League (1984) - con Tatsumi Fujinami
  - Japan Cup Elimination Tag League (1988) - con Kantaro Hoshino & Riki Choshu

- NWA Big Time Wrestling
  - NWA Texas Heavyweight Championship (1 vez)
  - NWA World Tag Team Championship (Texas version) (1 vez) - con Duke Keomuka
- NWA Hollywood Wrestling
  - NWA North American Tag Team Championship (Los Angeles/Japan version) (1 vez) - con Seiji Sakaguchi
  - NWA United National Championship (1 vez)
- NWA Mid-America
  - NWA World Tag Team Championship (Mid-America version) (1 vez) - con Hiro Matsuda
- Professional Wrestling Hall of Fame and Museum
  - Clase de 2009 (international)
- World Championship Wrestling
  - WCW Hall of Fame (1995)
- World Wide Wrestling Federation/World Wrestling Entertainment
  - WWWF World Martial Arts Heavyweight Championship (2 veces)
  - WWE Hall of Fame (clase de 2010)
- Universal Wrestling Association
  - UWA World Heavyweight Championship (1 vez)
- Wrestling Observer Newsletter
  - WON Promotor del año (2001)
  - Wrestling Observer Newsletter Hall of Fame (1996)